# Зубенки (Рязанская область)
Зубенки — деревня в Рязанском районе Рязанской области. Входит в состав Листвянского сельского поселения.

## География
Находится в северо-западной части Рязанской области на расстоянии приблизительно 25 км на восток-юго-восток по прямой от вокзала станции Рязань I.

## История
В 1859 году здесь (тогда деревня Рязанского уезда Рязанской губернии) было учтено 25 дворов, в 1897 — 43. В списках населенных мест «Российской империи» за 1862 год деревня упоминается с двойным названием - Зубенки (Макаровская).

## Население
Численность населения: 160 человек (1859 год), 181 (1897), 7 в 2002 году (русские 100 %), 14 в 2010.